# Villazón
Villazón – miasto w Boliwii, w departamencie Potosí, w prowincji Modesto Omiste.